# Bệnh viện Đa khoa Trung ương Cần Thơ
Bệnh viện Đa khoa Trung ương Cần Thơ là bệnh viện hạng I trực thuộc Bộ Y tế, có nhiệm vụ chăm sóc sức khỏe người dân thành phố Cần Thơ và khu vực đồng bằng sông Cửu Long.

## Lãnh đạo
- Giám đốc: BSCKII. Nguyễn Minh Vũ
- Phó Giám đốc: BSCKII. Phạm Thanh Phong
- Phó Giám đốc: BSCKII. Nguyễn Minh Nghiêm
- Phó Giám đốc: Ths. Đặng Vĩnh Phú

## Lịch sử

### Quá trình hình thành
Bệnh viện được thành lập năm 1895 với quy mô ban đầu là 100 giường, mang tên Bệnh viện Phong Dinh (1895-1949) trên diện tích 2 ha, giai đoạn (1950-1964) đổi tên thành Bệnh viện Thủ Khoa Nghĩa (1950-1964), vào năm 1962 từ 100 giường phát triển lên 350 giường.
Để đáp ứng nhu cầu khám chữa bệnh cho nhân dân trong khu vực Tây Nam bộ, vào tháng 7/1965, Bệnh viện Thủ khoa Nghĩa chuyển thành Trung tâm y tế Toàn khoa với 425 giường, trực thuộc Bộ Y tế miền nam Việt Nam và là tuyến sau của y tế các tỉnh phía Tây Nam bộ mang nhiệm vụ tiếp nhận và điều trị các bệnh nhân nặng của 11 tỉnh Đồng bằng sông Cửu Long. 
Sau ngày miền Nam hoàn toàn giải phóng 30/4/1975, Bệnh viện tiếp tục giữ vững và ngày càng phát triển, chia làm các giai đoạn:
- Giai đoạn 1: Mang tên Bệnh viện Đa khoa Hậu Giang (1975-1991), trực thuộc Sở Y tế Hậu Giang. Vào năm 1980, giường bệnh được trang bị lên đến 700 giường trên cơ sở cũ, không được mở rộng.
- Giai đoạn 2: Là Bệnh viện Đa khoa tỉnh Cần Thơ (1992-2003), trực thuộc Sở Y tế tỉnh Cần Thơ (tách tỉnh Hậu Giang thành hai tỉnh: Cần Thơ và Sóc Trăng).
- Giai đoạn 3: Là Bệnh viện Đa khoa thành phố Cần Thơ (2004-5/2005), trực thuộc Sở Y tế thành phố Cần Thơ (tách tỉnh Cần Thơ thành: tỉnh Hậu Giang và thành phố Cần Thơ).
- Giai đoạn 4: Từ tháng 5/2005 đến nay:

- Chuyển giao Bệnh viện Đa khoa Cần Thơ từ UBND TP.Cần Thơ về Bộ Y tế quản lý (QĐ số 22/QĐ-TTg ngày 12 tháng 01 năm 2005 của Thủ tướng Chính phủ)
- Đổi tên Bệnh viện Đa khoa Cần Thơ do Bộ Y tế quản lý thành BV Đa khoa Trung ương Cần Thơ theo QĐ số 1694/QĐ-BYT ngày 12 tháng 5 năm 2005 của Bộ trưởng Bộ Y tế.
- Ngày 28/6/2008, Bệnh viện Đa khoa Trung ương Cần Thơ khánh thành cơ sở mới, tọa lạc tại số 315 Nguyễn Văn Linh, phường An Khánh, quận Ninh Kiều, thành phố Cần Thơ.

### Thành lập
Ngày 27/5/2005, Bộ trưởng Bộ Y tế Trần Thị Trung Chiến và Chủ tịch UBND thành phố Cần Thơ Võ Thanh Tòng đã ký biên bản bàn giao Bệnh viện Đa khoa Cần Thơ mới xây dựng (tại quận Ninh Kiều, thành phố Cần Thơ) về Bộ Y tế quản lý để làm bệnh viện đa khoa khu vực. 

### Định hướng phát triển
Năm 2025, Bệnh viện Đa khoa Trung ương Cần Thơ có kế hoạch mở rộng thêm 3,8ha theo hướng giáp với đường Nguyễn Văn Cừ, giáp Bệnh viện Huyết học - Truyền máu TP Cần Thơ, và giáp một con đường quy hoạch có lộ giới 15m. 

## Quy mô
Hiện nay, Bệnh viện đa khoa trung ương Cần Thơ có 1.000 giường kế hoạch, trên 1.300 giường thực kê, gần 1.500 nhân viên y tế công tác với 3 trung tâm: Trung tâm Tim mạch, Trung tâm Chấn thương chỉnh hình, Trung tâm Đào tạo và chỉ đạo tuyến, cùng 47 khoa/phòng.
Hơn 12.000 kỹ thuật chuyên khoa đã được phê duyệt thực hiện theo danh mục kỹ thuật của Bộ Y tế. Trong đó các kỹ thuật chuyên khoa sâu được thực hiện như: Phẫu thuật tim hở, phẫu thuật nội soi ổ bụng, nội soi khớp gối, khớp vai, phẫu thuật thay khớp gối, khớp háng, phẫu thuật phình động mạch chủ, phẫu thuật thần kinh, vi mạch máu, vi phẫu tạo hình thẩm mỹ, phẫu thuật điều trị thoát vị đĩa đệm cột sống cổ, cột sống lưng qua lối trước và lối sau, phẫu thuật chấn thương cột sống, lồng ngực, mạch máu, sản khoa. Thực hiện can thiệp mạch vành, can thiệp mạch não, can thiệp nội mạch điều trị chấn thương gan, thận, lách… 
Song song với sự phát triển về nhân lực, bệnh viện đã trang bị những thiết bị y tế hiện đại trong khu vực: 3 hệ thống DSA (trong đó có hệ thống DSA hai bình diện), 2 máy MRI (1.5 TESLA và 3.0 TESLA), 3 máy CTScan đa lát cắt, máy nội soi phóng đại, siêu âm đo độ đàn hồi gan Fibroscan, siêu âm xuyên sọ, đo điện tim gắng sức, C-arm, máy đo độ loãng xương phục vụ công tác cấp cứu, chẩn đoán và điều trị kịp thời cho người bệnh.

## Chuyên khoa
- Chỉnh hình
- Chuyên khoa chân
- Tim mạch